# Antenne cadre

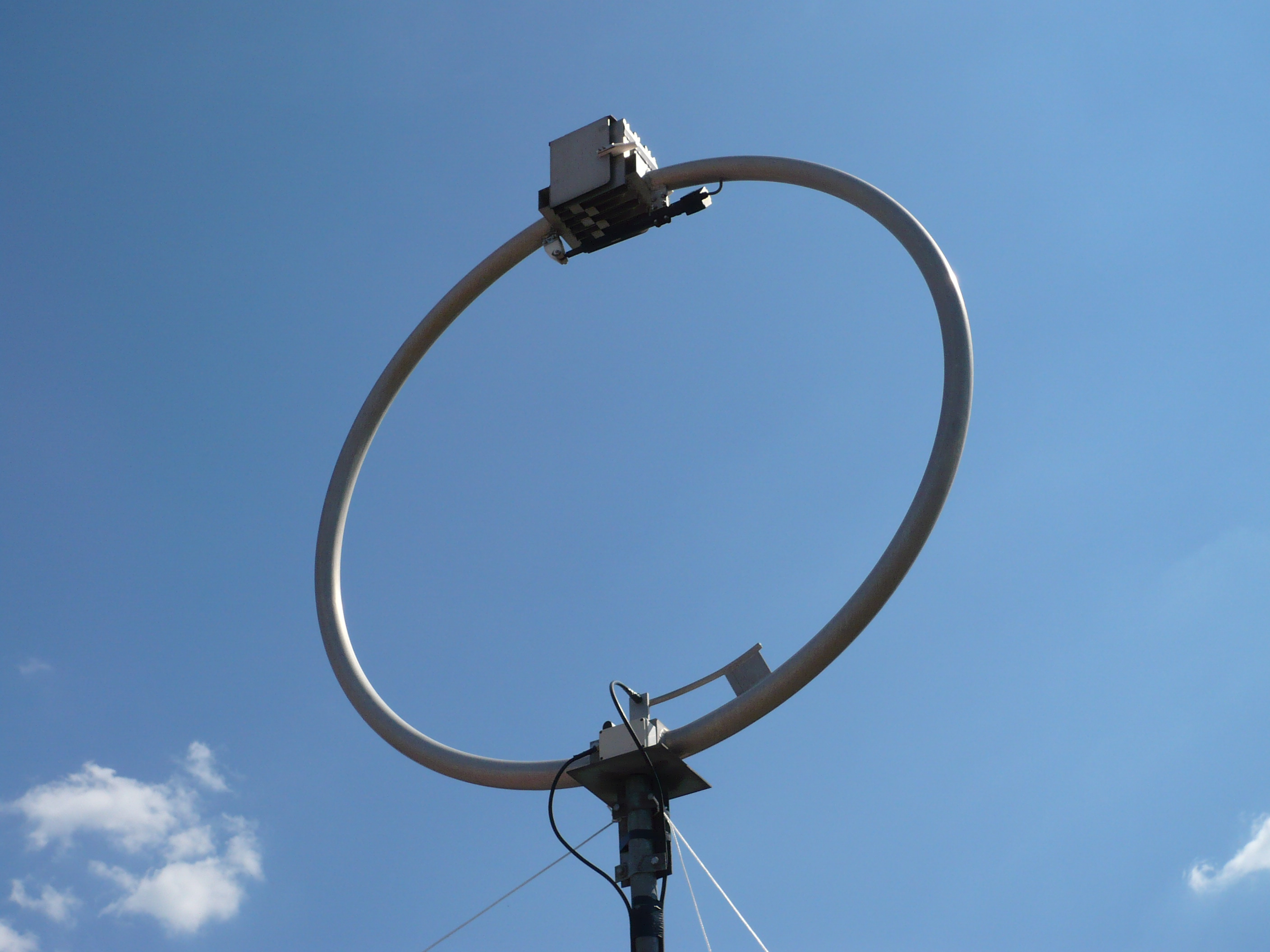
Antenne cadre 1.75–30 MHz.

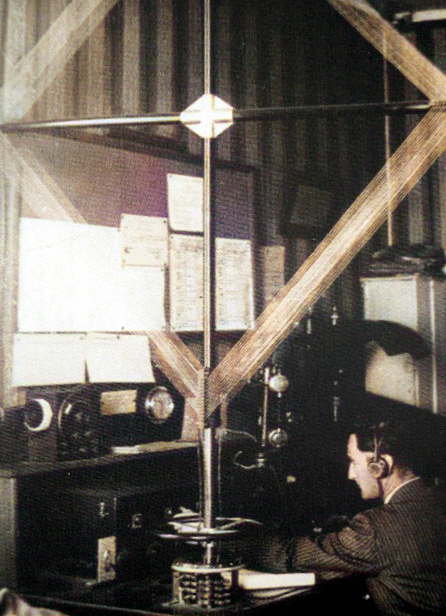
Station de radiogoniométrie vers 1922.

L'antenne cadre ou antenne cadre magnétique est sensible au champ magnétique (d'où son nom de cadre magnétique). Son principe de fonctionnement résulte d'une application directe de la loi de Lenz-Faraday, la tension induite étant proportionnelle au flux du champ magnétique, l'antenne cadre appartient à la catégorie des fluxmètres. L'antenne cadre est simple, bon marché et elle convient à de multiples usages. Ce type d'antenne peut prendre différentes formes telles que le rectangle, le carré, le triangle, l'ellipse, le cercle et d'autres formes. Elle peut comprendre un ou plusieurs tours. C'est une des premières structures d'antennes dont l'usage remonte à Hertz qui les a utilisées lors de ses premières expériences sur la propagation des ondes électromagnétiques.
Pour leur étude, il faut les différencier entre trois catégories : les cadres électriquement petits, les cadres électriquement grands et les cadres de dimension intermédiaire. Les cadres électriquement petits sont ceux dont la longueur totale (nombre de tours fois la circonférence) est inférieure au dixième de la longueur d'onde. Elles sont utilisées en réception dans des récepteurs de radio, comme antenne directionnelle pour la navigation par ondes électromagnétiques et même comme sondes pour des appareils de mesure de la force des champs électromagnétiques. Les cadres électriquement grands sont ceux dont la circonférence est environ égale à la longueur d'onde, on les classe dans la catégorie des antennes en forme de boucles résonantes. Elles sont utilisées principalement comme éléments dans des antennes réseau directionnelles.
Elles peuvent être utilisées depuis des fréquences de quelques dizaines de kilohertz jusqu'à des fréquences de plusieurs gigahertz.

## Cadre de petites dimensions

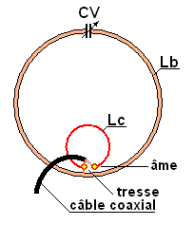
Antenne cadre magnétique

Les antennes cadres électriquement petites ont une résistance de rayonnement (ou de radiation) proportionnelle à la puissance 4 des dimensions. Pour cette raison, pour les petites antennes, cette résistance de radiation est faible par rapport à la résistance de pertes, et le rendement, qui dépend du rapport de ces résistances, est donc généralement faible. Le coefficient de surtension de ces antennes est en contrepartie très élevée, et elles ne conviennent que pour une bande d'utilisation étroite. Leur utilisation se justifie quand l'espace est limité. C'est une antenne utilisée en intérieur sur ondes décamétriques par certains radioamateurs disposant de peu de place. On l'utilise également pour les antennes de RFID et les lecteurs de cartes à puces en bandes basses, sur les émetteurs miniaturisés (clés de voitures, etc.) 
Le cadre se comporte comme une inductance (Lb) que l'on accorde à l'aide d'un condensateur variable (CV) sur la fréquence d'utilisation. La boucle de couplage (Lc) présente à ses bornes une impédance compatible avec celle du câble coaxial. Le cadre représenté sur la figure est circulaire car cette forme est celle qui présente le plus de surface pour un périmètre donné. L'octogone ou le carré sont parfaitement utilisables au prix d'une légère perte de rendement et de gain.
Elles sont aussi utilisées en réception quand l'efficacité de l'antenne n'est pas importante, comme sondes de mesure de champ et comme antennes directionnelles pour la navigation à ondes radio. Le diagramme de rayonnement d'un tel cadre est semblable à celui d'un dipôle infinitésimal avec un nul perpendiculaire au plan du cadre et un maximum de gain dans le plan du cadre. Plus la longueur totale du cadre augmente et sa circonférence se rapproche de la longueur d'onde dans le vide, plus la direction du maximum de gain se déplace du plan du cadre jusqu'à sa perpendiculaire.
La résistance de radiation du cadre peut être augmentée en augmentant son périmètre ou le nombre de tours. Un autre moyen est d'insérer un cœur en ferrite à très haute perméabilité ; nous aurons alors un cadre en ferrite.
Les antennes cadres, sensibles en réception au champ H, sont parfois utilisées pour leur effet antiparasite. En effet, en fréquences basses, les sources de parasites sont généralement des sources de champ électrique (l'onde électromagnétique ne présentant un rapport E/H constant qu'à une distance de la source égale environ à un quart de la longueur d'onde). Pour cette raison, une antenne cadre placée à proximité d'une source de parasites aura moins tendance à récupérer le champ E de cette source de parasites.

## Cadre de grandes dimensions

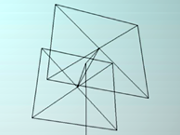
Antenne cadre.

Les antennes cadres électriquement grandes sont utilisées généralement dans des antennes directionnelles telles que les antennes yagi-uda ou les antennes quad.
Des amateurs utilisent aussi des cadres simples comme antenne d'émission et/ou de réception.

## Cadre blindé
Pour certaines applications, il est nécessaire d'obtenir une symétrie parfaite du cadre et de ses connexions par rapport à un plan perpendiculaire au cadre. La réalisation d'un cadre blindé peut permettre d'y parvenir. Une telle antenne peut être construite avec du câble coaxial en enlevant le blindage à l'endroit opposé à la connexion de l'antenne.

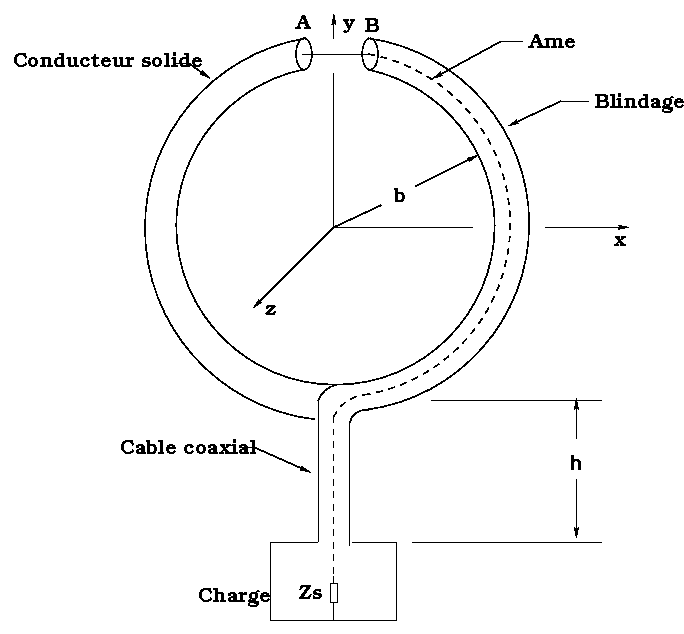
Antenne cadre blindé
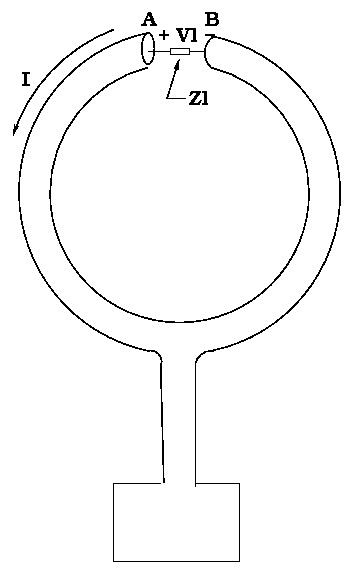
Antenne équivalente
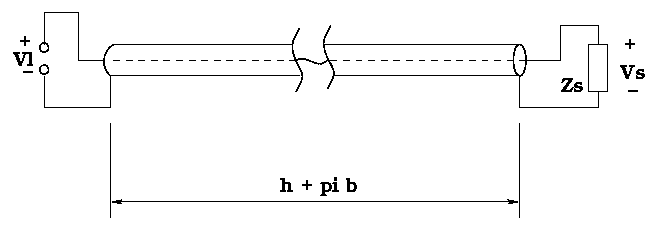
Ligne de transmission équivalente

La partie active effective de l'antenne est les extrémités {\displaystyle AB} de l'endroit où le blindage a été enlevé. Le reste de l'antenne se comporte comme une ligne de transmission qui vient se rajouter au câble coaxial qui relie l'antenne à sa résistance de charge {\displaystyle Zs} pour former une ligne de transmission de longueur {\displaystyle h+\pi b}. La résistance effective de charge {\displaystyle Zl} du cadre blindé à {\displaystyle AB} est {\displaystyle Zs} transformée par la ligne de transmission {\displaystyle h+\pi b}.